# Lycostommyia rhabdotus
Lycostommyia rhabdotus là một loài ruồi trong họ Asilidae. Lycostommyia rhabdotus được Londt miêu tả năm 1992. Loài này phân bố ở vùng nhiệt đới châu Phi.